# Ingeborg Barz
Ingeborg Barz (* 2. Juli 1948 in Berlin; † unbekannt) war ein mutmaßliches Mitglied der ersten Generation der terroristischen Vereinigung Rote Armee Fraktion (RAF). Sie gilt seit 1972 als vermisst. 

## Leben
Barz arbeitete 1970 als Sekretärin in Berlin. 1971 war sie Mitbegründerin der Schwarzen Hilfe, eines Vereins zur Unterstützung linker Häftlinge. Sie unterstützte zuerst die Bewegung 2. Juni, bis sie und ihr Freund Wolfgang Grundmann im Herbst 1971 von Gudrun Ensslin für die erste Generation der RAF rekrutiert wurden. Barz soll an einem Banküberfall am 21. Februar 1972 in Ludwigshafen am Rhein, bei dem 280.000 D-Mark erbeutet wurden, und Ende Februar 1972 an einem weiteren Banküberfall in Berlin beteiligt gewesen sein. Ingrid Siepmann, ein Mitglied der Bewegung 2. Juni, verdächtigte Barz, für den Verfassungsschutz zu arbeiten. Am 21. Februar 1972 rief die damals 23-Jährige ihre Mutter an und erklärte, sie wolle die RAF verlassen.
Das ehemalige RAF-Mitglied Gerhard Müller sagte 1975 in Haft aus, Andreas Baader habe daraufhin Barz kurz vor seiner Verhaftung 1972 durch einen Genickschuss ermordet, aus Angst, sie könne die Gruppe verraten. Diese Version wird auch durch einen von der Polizei abgefangenen Brief von Götz Tilgener an Baader gestützt. Durchsuchungen in einem Waldstück bei Gernsheim, wo Barz’ Leiche anschließend vergraben worden sein soll, blieben allerdings ergebnislos. Im Juli 1973 wurde im Höhenkirchener Forst südlich von München eine skelettierte weibliche Leiche gefunden. Die Tote wurde 1975 infolge der Aussage Müllers genauer untersucht, wobei mit Hilfe der sogenannten Lichtbildeinpass-Methode Übereinstimmungen mit Barz festgestellt werden konnten. Diese Identifizierung war allerdings innerhalb der zuständigen Polizeibehörde sehr umstritten. Auch war die unbekannte Tote nicht erschossen worden.
Der Darstellung, Barz sei von Baader ermordet worden, widersprach außerdem das RAF-Mitglied Inga Hochstein. Sie gab an, Barz noch im Frühjahr 1975 in einem Lokal in Hamburg getroffen zu haben. Barz soll damals an einer ernsthaften Erkrankung gelitten haben und noch im selben Jahr verstorben sein. Ensslin behauptete, sie könne „notfalls sogar beweisen“, dass Baader Barz nicht erschossen habe. 1974 wurden auf einer Schachtel Antibabypillen in einem Hotel im nordirischen Belfast Barz’ Fingerabdrücke gefunden. Unklar ist, ob die Packung tatsächlich zu diesem Zeitpunkt noch von Barz benutzt wurde. Der Autor Butz Peters vermutet unter Berufung auf das BKA, dass sich Ingeborg Barz mit einer neuen Identität in den Irak abgesetzt habe.